# أباتشي 3
أباتشي 3 (بالإنجليزية: Apache 3)‏، هي لعبة فيديو يابانية من نوع إطلاق النيران، وهي من تطوير ونشر تاتسومي، صدرت اللعبة في صالات الألعاب عام 1988.